# Campeonato da NACAC de Atletismo de 2015
A 2ª edição do Campeonato da NACAC de Atletismo foi um campeonato regional de atletismo organizado pela NACAC no estádio Estádio Nacional da Costa Rica, na cidade de San José, na Costa Rica. Um total de 38 eventos foi disputado, contando com a presença de 369 atletas de 31 nacionalidades.

## Medalhistas
Resultados completos foram publicados.

### Masculino
| Evento                      | Ouro                                                                            | Ouro       | Prata | Prata | Bronze | Bronze |
| --------------------------- | ------------------------------------------------------------------------------- | ---------- | --- | --- | --- | --- |
| 100 metros                  | Remontay McClain (USA)                                                          | 10.09      | Ramon Gittens (BAR) | 10.11 | Levi Cadogan (BAR) | 10.13 |
| 200 metros                  | Rasheed Dwyer (JAM)                                                             | 20.12      | Yancarlos Martínez (DOM) | 20.28 | Antoine Adams (SKN) | 20.47 |
| 400 metros                  | Lalonde Gordon (TTO)                                                            | 44.89      | Nery Brenes (CRC) | 45.22 | Ricardo Chambers (JAM) | 45.37 |
| 800 metros                  | Ryan Martin (USA)                                                               | 1:45.79    | Clayton Murphy (USA) | 1:46.38 | Jamaal James (TTO) | 1:47.07 |
| 1 500 metros                | Andrew Wheating (USA)                                                           | 3:45.08    | Daniel Winn (USA) | 3:45.43 | Daniel Gorman (CAN) | 3:46.73 |
| 5 000 metros                | Lopez Lomong (USA)                                                              | 13:57.53   | José Juan Esparza (MEX) | 14:03.81 | Fabian Guerrero (MEX) | 14:06.64 |
| 110 metros barreiras        | Mikel Thomas (TTO)                                                              | 13.23      | Jhoanis Portilla (CUB) | 13.30 | Eddie Lovett (ISV) | 13.31 |
| 400 metros barreiras        | Javier Culson (PUR)                                                             | 48.70      | José Luis Gaspar (CUB) | 49.67 | Trevor Brown (USA) | 49.88 |
| 3.000 metros com obstáculos | Andrew Bayer (USA)                                                              | 8:44.88    | Stanley Kebenei (USA) | 8:52.82 | Christopher Dulhanty (CAN) | 9:01.44 |
| 4×100 metros estafetas      | Jamaica · Mario Forsythe · Jason Livermore · Oshane Bailey · Sheldon Mitchell   | 38.07      | Estados Unidos · Trell Kimmons · Harry Adams · Beejay Lee · Remontay McClain                                                                                            | 38.45 | Barbados · Levi Cadogan · Ramon Gittens · Nicholas Deshong · Burkheart Ellis                                                                                            | 38.55 |
| 4×400 metros estafetas      | Estados Unidos · Clayton Parros · Calvin Smith · Marcus Chambers · James Harris | 3:00.07    | Bahamas · LaToy Williams · Alonzo Russell · Wesley Neymour · Ramon Miller                                                                                               | 3:00.53 | Cuba · Williams Collazo · Adrián Chacón · Osmaidel Pellicier · Yoandys Lescay                                                                                           | 3:01.22 |
| Salto em altura             | JaCorian Duffield (USA)                                                         | 2.25 m     | Trevor Barry (BAH) | 2.20 m | Ryan Ingraham (BAH) | 2.20 m |
| Salto com vara              | Natan Armando Rivera (ESA)                                                      | 4.70 m     | Apenas um atleta atingiu a altura. Abbey Joshua Alcon (DOM), Brad Walker (USA), Lázaro Eduardo Borges (CUB), Pedro Daniel Figueroa (ESA) e Nick Mossberg (USA) todos NH | Apenas um atleta atingiu a altura. Abbey Joshua Alcon (DOM), Brad Walker (USA), Lázaro Eduardo Borges (CUB), Pedro Daniel Figueroa (ESA) e Nick Mossberg (USA) todos NH | Apenas um atleta atingiu a altura. Abbey Joshua Alcon (DOM), Brad Walker (USA), Lázaro Eduardo Borges (CUB), Pedro Daniel Figueroa (ESA) e Nick Mossberg (USA) todos NH | Apenas um atleta atingiu a altura. Abbey Joshua Alcon (DOM), Brad Walker (USA), Lázaro Eduardo Borges (CUB), Pedro Daniel Figueroa (ESA) e Nick Mossberg (USA) todos NH |
| Salto em comprimento        | Cameron Burrell (USA)                                                           | 8.06 m     | Kamal Fuller (JAM) | 7.90 m | Ifeanyichukwu Otuonye (TCA) | 7.71 m |
| Salto triplo                | Yordanis Durañona (DMA)                                                         | 6.98 m 1.4 | Josh Honeycutt (USA) | 16.57 m | Leevan Sands (BAH) | 16.53 m |
| Arremesso de peso           | Jonathan Jones (USA)                                                            | 20.54 m    | Darrell Hill (USA) | 19.67 m | Raymond Brown (JAM) | 19.28 m |
| Lançamento de disco         | Russ Winger (USA)                                                               | 60.68 m    | Andrew Evans (USA) | 59.32 m | Quincy Wilson (TTO) | 56.82 m |
| Lançamento do martelo       | Roberto Janet (CUB)                                                             | 72.72 m    | Colin Dunbar (USA) | 71.74 m | Diego Del Real (MEX) | 70.83 m |
| Lançamento do dardo         | Riley Dolezal (USA)                                                             | 79.30 m    | Guillermo Martínez (CUB) | 78.15 m | Albert Reynolds (LCA) | 77.71 m |

### Feminino
| Evento                      | Ouro                                                                                     | Ouro     | Prata                                                                                 | Prata    | Bronze                                                                          | Bronze   |
| --------------------------- | ---------------------------------------------------------------------------------------- | -------- | ------------------------------------------------------------------------------------- | -------- | ------------------------------------------------------------------------------- | -------- |
| 100 metros                  | Barbara Pierre (USA)                                                                     | 11.12    | Charonda Williams (USA)                                                               | 11.21    | Michelle-Lee Ahye (TTO)                                                         | 11.22    |
| 200 metros                  | Kyra Jefferson (USA)                                                                     | 22.50    | Semoy Hackett (TTO)                                                                   | 22.51    | Dezerea Bryant (USA)                                                            | 22.58    |
| 400 metros                  | Courtney Okolo (USA)                                                                     | 51.57    | Kala Funderburk (USA)                                                                 | 52.22    | Bobby-Gaye Wilkins-Gooden (JAM)                                                 | 52.45    |
| 800 metros                  | Chanelle Price (USA)                                                                     | 2:00.48  | Gabriela Medina (MEX)                                                                 | 2:02.13  | Kimarra McDonald (JAM)                                                          | 2:02.14  |
| 1 500 metros                | Rachel Schneider (USA)                                                                   | 4:14.78  | Shelby Houlihan (USA)                                                                 | 4:16.61  | Cristina Guadalupe Guevara (MEX)                                                | 4:24.75  |
| 5 000 metros                | Kellyn Taylor (USA)                                                                      | 16:24.86 | Rosa Elizabeth del Toro (ESA)                                                         | 17:51.74 | Gabriela Trana (CRC)                                                            | 18:41.98 |
| 100 metros barreiras        | Lolo Jones (USA)                                                                         | 12.63    | Tenaya Jones (USA)                                                                    | 12.68    | Kierre Beckles (BAR)                                                            | 12.88    |
| 400 metros barreiras        | Tiffany Williams (USA)                                                                   | 54.35    | Sparkle McKnight (TTO)                                                                | 55.41    | Zurian Hechavarría (CUB)                                                        | 55.97    |
| 3.000 metros com obstáculos | Ashley Higginson (USA)                                                                   | 9:56.75  | Shalaya Kipp (USA)                                                                    | 10:03.91 | Ana Cristina Narváez (MEX)                                                      | 10:16.25 |
| 4×100 metros estafetas      | Estados Unidos · Barbara Pierre · Lekeisha Lawson · Dezerea Bryant · Kyra Jefferson      | 42.24    | Porto Rico · Beatriz Cruz · Celiangeli Morales · Genoiska Cancel · Carol Rodríguez    | 43.51    | Trinidad e Tobago · Kamaria Durant · Reyare Thomas · Lisa Wickham · Peli Alzola | 44.24    |
| 4×400 metros estafetas      | Estados Unidos · Kala Funderburk · Charonda Williams · Tiffany Williams · Courtney Okolo | 3:25.39  | Jamaica · Sonikqua Walker · Verone Chambers · Jonique Day · Bobby-Gaye Wilkins-Gooden | 3:28.65  | Bahamas · Lanece Clarke · Christine Amertil · Katrina Seymour · Adanaca Brown   | 3:31.80  |
| Salto em altura             | Levern Spencer (LCA)                                                                     | 1.91 m   | Priscilla Frederick (ATG)                                                             | 1.88 m   | Deandra Daniel (TTO)                                                            | 1.85 m   |
| Salto com vara              | Kristen Hixson (USA)                                                                     | 4.50 m   | Kelsie Ahbe (CAN)                                                                     | 4.40 m   | Katie Nageotte (USA)                                                            | 4.30 m   |
| Salto em comprimento        | Quanesha Burks (USA)                                                                     | 6.93 m   | Chantel Malone (IVB)                                                                  | 6.69 m   | Sha'Keela Saunders (USA)                                                        | 6.57 m   |
| Salto triplo                | Shanieka Thomas (JAM)                                                                    | 14.23 m  | Ana José (DOM)                                                                        | 14.21 m  | Lynnika Pitts (USA)                                                             | 14.02 m  |
| Arremesso de peso           | Jill Camarena-Williams (USA)                                                             | 18.62 m  | Jeneva Stevens (USA)                                                                  | 17.61 m  | Yaniuvis López (CUB)                                                            | 16.76 m  |
| Lançamento de disco         | Summer Pierson (USA)                                                                     | 56.64 m  | Jaleesa Williams (TTO)                                                                | 37.06 m  | Alma Ondina Guitiérrez (HON)                                                    | 36.67 m  |
| Lançamento do martelo       | Amber Campbell (USA)                                                                     | 72.41 m  | Deanna Price (USA)                                                                    | 71.27 m  | Yirisleydis Ford (CUB)                                                          | 69.91 m  |
| Lançamento do dardo         | Kara Winger (USA)                                                                        | 60.34 m  | Yulenmi Aguilar (CUB)                                                                 | 56.79 m  | Hannah Carson (USA)                                                             | 50.34 m  |

## Quadro de medalhas
| Ordem | País                     | Medalha de ouro | Medalha de prata | Medalha de bronze | Total |
| ----- | ------------------------ | --------------- | ---------------- | ----------------- | ----- |
| 1     | Estados Unidos           | 28              | 15               | 6                 | 49    |
| 2     | Jamaica                  | 3               | 2                | 4                 | 9     |
| 3     | Trinidad e Tobago        | 2               | 3                | 5                 | 10    |
| 4     | Cuba                     | 1               | 4                | 4                 | 9     |
| 5     | El Salvador              | 1               | 1                | 0                 | 2     |
| 5     | Porto Rico               | 1               | 1                | 0                 | 2     |
| 7     | Santa Lúcia              | 1               | 0                | 1                 | 2     |
| 8     | Dominica                 | 1               | 0                | 0                 | 1     |
| 9     | México                   | 0               | 2                | 4                 | 6     |
| 10    | Bahamas                  | 0               | 2                | 3                 | 5     |
| 11    | República Dominicana     | 0               | 2                | 0                 | 2     |
| 12    | Barbados                 | 0               | 1                | 3                 | 4     |
| 13    | Canadá                   | 0               | 1                | 2                 | 3     |
| 14    | Costa Rica               | 0               | 1                | 1                 | 2     |
| 15    | Ilhas Virgens Britânicas | 0               | 1                | 0                 | 1     |
| 15    | Antilhas Holandesas      | 0               | 1                | 0                 | 1     |
| 17    | Honduras                 | 0               | 0                | 1                 | 1     |
| 17    | São Cristóvão e Neves    | 0               | 0                | 1                 | 1     |
| 17    | Ilhas Virgens Americanas | 0               | 0                | 1                 | 1     |
| 17    | Turcas e Caicos          | 0               | 0                | 1                 | 1     |
| Total | Total                    | 38              | 37               | 37                | 112   |

## Participantes
Participaram 369 atletas de 31 nacionalidades.
| - Anguila (1) - Antígua e Barbuda (4) - Aruba (6) - Bahamas (22) - Barbados (14) - Belize (7) - Bermudas (3) - Ilhas Virgens Britânicas (6) - Canadá (19) - Ilhas Cayman (2) - Costa Rica (22) | - Cuba (28) - Curaçau (4) - Domínica (7) - República Dominicana (16) - El Salvador (11) - Guatemala (1) - Haiti (12) - Honduras (5) - Jamaica (34) - México (12) - Montserrat (2) | - Nicarágua (1) - Porto Rico (7) - São Cristóvão e Nevis (7) - Santa Lúcia (6) - São Vicente e Granadinas (2) - Trindade e Tobago (33) - Ilhas Turks e Caicos (1) - Estados Unidos (67) - U.S. Ilhas Virgens (7) |

Legenda
| Recorde mundial       | Recorde mundial (World record)               |                       | Recorde africano                      | Recorde africano (African) |                                           | Q | Classificado por posição (Qualified) |
| Recorde do campeonato | Recorde do campeonato (Championship record)  | Recorde da América    | Recorde da América (Americas)         | q                          | Classificado por melhor tempo (Qualified) |   |                                      |
| Melhor marca do ano   | Melhor marca do ano (World leading)          | Recorde asiático      | Recorde asiático (Asian)              | DNS                        | Não largou (Did not start)                |   |                                      |
| Recorde nacional      | Recorde nacional (National record)           | Recorde europeu       | Recorde europeu (European)            | DNF                        | Não terminou (Did not finish)             |   |                                      |
| Recorde pessoal       | Recorde pessoal do atleta (Personal best)    | Recorde da Oceania    | Recorde da Oceania (Oceania)          | DSQ / DQ                   | Desclassificado (Disqualified)            |   |                                      |
| Recorde da temporada  | Recorde da temporada do atleta (Season best) | Recorde sul-americano | Recorde sul-americano (South America) | NM                         | Sem marca (No mark)                       |   |                                      |